# Tribal (Flammarion)
Tribal est le nom d'une collection de littérature pour les adolescent(e)s, aux éditions Flammarion.

## Historique
La collection est créée en 1999. 
Y sont publiés des auteurs confirmés pour la jeunesse, ainsi que des rééditions de romans classiques ou contemporains.

## Quelques titres
- Jean-Pierre Andrevon, Les Guerriers de la nuit
- Hubert Ben Kemoun, La Gazelle
- Pierre Bottero, Zouck
- Shaïne Cassim, Sa seigneurie
- Sarah Cohen-Scali, Mauvais Sangs
- Fabrice Colin, Personne ne te sauvera
- Bertrand Ferrier, Je n'aimerai que toi
- Françoise Grard et Thierry Lefèvre, Je t'attends
- Alain Grousset et Paco Porter, Les Brigades vertes
- Gudule, J'ai quatorze ans et je suis détestable
- Rachel Hausfater, Moche
- Michel Honaker, Le Chant du Vorkeul
- Sarah K., Connexions dangereuses
- Gérard Moncomble, Moi-Je
- Pierre Pelot, La Passante
- Anne-Marie Pol, Coloc d'enfer !
- Isabelle Rossignol, J'ai décidé
- Jerry Spinelli, Stargirl